# تاریخ بیسبال در ایالات متحده آمریکا
تاریخ بیسبال در ایالات متحده به قرن ۱۸ بازمی‌گردد، هنگامی که پسران و آماتورها طبق قوانین غیررسمی خود با استفاده از تجهیزات خانگی یک بازی بیس بال مانند را انجام دادند. محبوبیت این ورزش در کلوپ‌های توپ آماتور مردان در دهه ۱۸۳۰، باشگاه‌های بیس بال نیمه حرفه ای دهه ۱۸۶۰ و دوران پس از جنگ داخلی که به اولین لیگ‌های حرفه ای در دهه ۱۸۷۰ انجامید، افزایش یافت.